# Canoa polo ai Giochi mondiali 2025
Le competizioni di canoa polo ai Giochi mondiali 2025 si sono svolte dal 13 al 16 agosto 2025 al Jianyang Cultural and Sports Centre di Chengdu, in Cina.

## Podi
| Specialità                  | Oro      | Argento       | Bronzo      |
| Torneo maschile (dettagli)  | Germania | Italia        | Regno Unito |
| Torneo femminile (dettagli) | Germania | Nuova Zelanda | Paesi Bassi |

## Medagliere
| Posiz. | Nazione       | Oro | Argento | Bronzo | Totale |
| ------ | ------------- | --- | ------- | ------ | ------ |
| 1      | Germania      | 2   | 0       | 0      | 2      |
| 2      | Italia        | 0   | 1       | 0      | 1      |
| 2      | Nuova Zelanda | 0   | 1       | 0      | 1      |
| 4      | Regno Unito   | 0   | 0       | 1      | 1      |
| 4      | Paesi Bassi   | 0   | 0       | 1      | 1      |
| Totale | Totale        | 2   | 2       | 2      | 6      |